# ТЭС Сталёва-Воля
ТЭС Сталёва-Воля (Stalowa Wola) — тепловая электростанция на юго-востоке Польши в одноимённом городе.

## Сталёва-Воля I

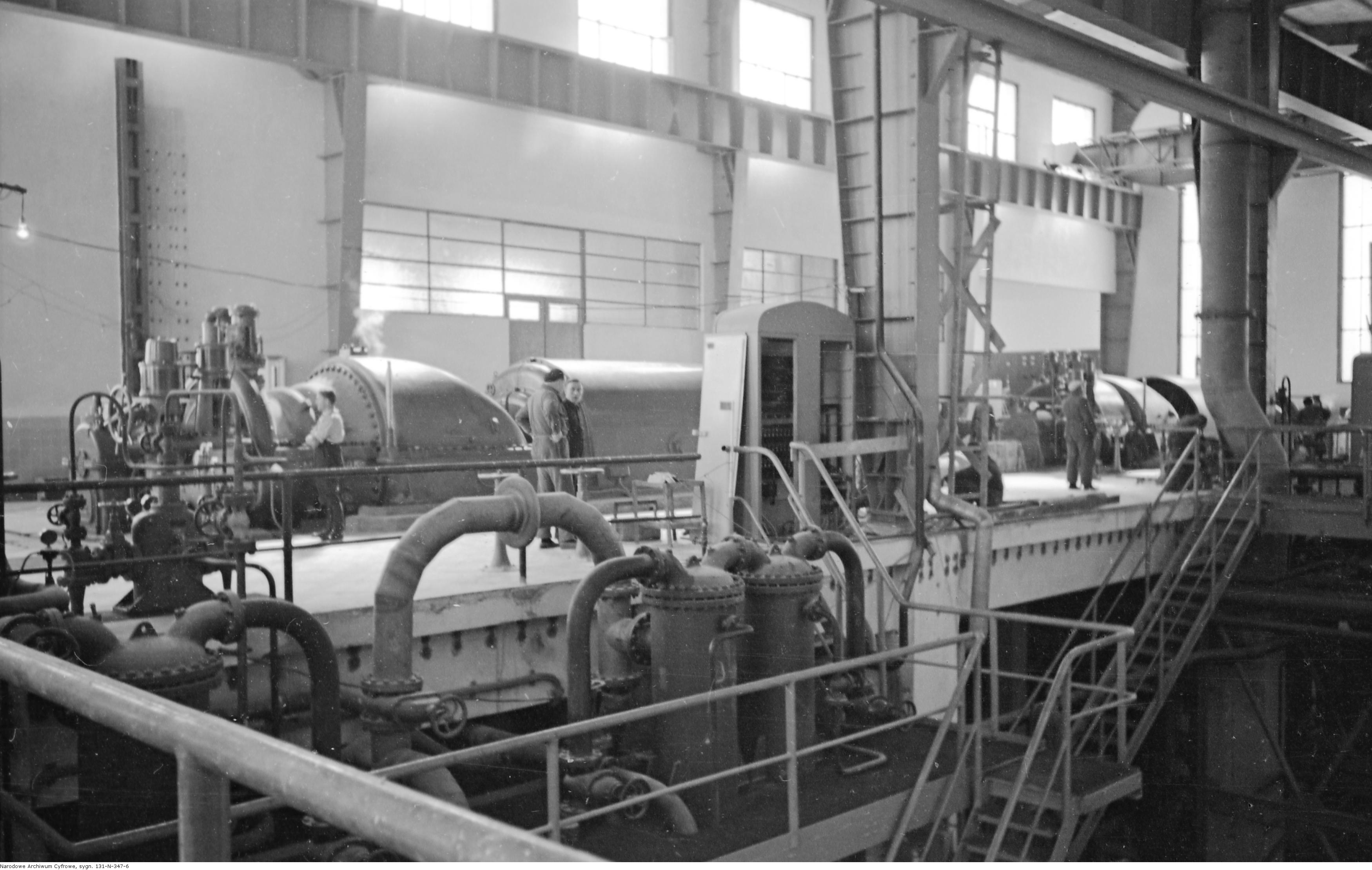
Станция Сталёва-Воля в 1939 году

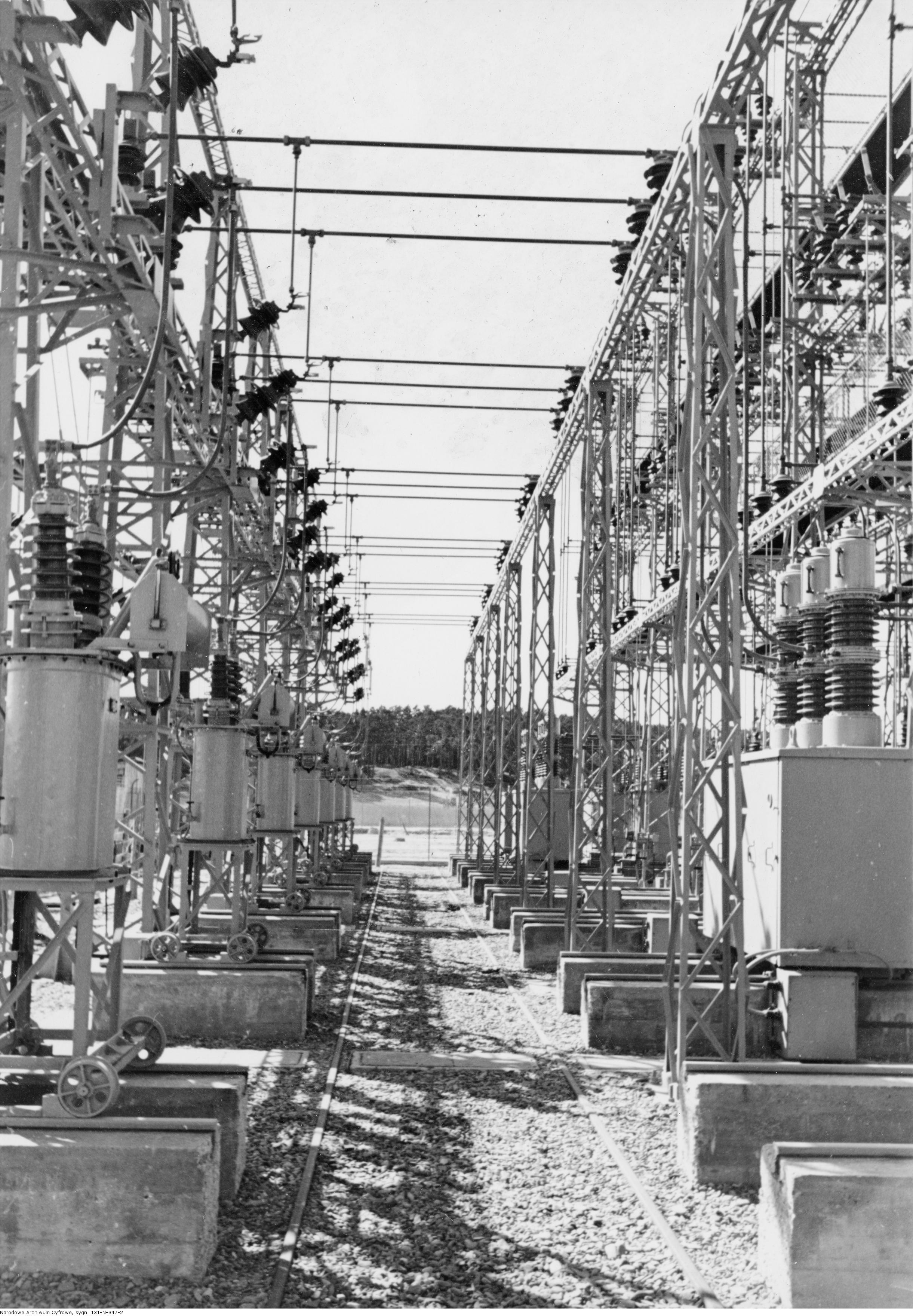
Трансформаторная площадка станции в 1939 году

Во второй половине 1930-х годов в Польше начали создание Центрального промышленного района, где построили металлургические, станкостроительные, оружейные, пороховые, авиационные и другие заводы. Для их энергоснабжения возвели несколько электростанций, в том числе в Сталёвой-Воле к юго-востоку от Сандомира. Здесь в 1939 году ввели в эксплуатацию ТЭС с двумя паровыми турбинами мощностью по 20 МВт, построенную французской компанией Alsthom. Её четыре котла OR-45 работали на мазуте, для розжига которого использовали природный газ или смесь газа с угольной пылью. Газ первоначально подавался по Центральному газопроводу, а в 1942 году, во время немецкой оккупации, в Сталёву-Волю также начал поступать газ по трубопроводу от Опарского месторождения (Львовская область).
На завершающем этапе Второй мировой войны немцы подготовили электростанцию к подрыву, но один из немецких офицеров родом из Силезии самовольно приказал удалить взрывные заряды. За спасение объекта от уничтожения офицер был расстрелян.
В начале 1950-х годов ТЭС модернизировали путём установки трёх котлов ОР-100 и дополнительной конденсационной турбины мощностью 35 МВт.
В 1988 и 1989 годах вывели из эксплуатации две первые турбины, а в конце 1990-х первую очередь ТЭС Сталёва-Воля закрыли полностью.

## Сталёва-Воля II
В 1957 году ввели в эксплуатацию вторую очередь с четырьмя пылеугольными котлами ОР-130, изготовленными в чешском Брно, и двумя паровыми конденсационными турбинами мощностью по 50 МВт, поставленными чешской компанией Skoda с завода в Пльзене. Удаление дымовых газов осуществлялось через дымовую трубу высотой 106 метров, а связь с энергосистемой обеспечивала ЛЭП, рассчитанная на напряжение 110 кВ.
В 1960 году на станции установили турбину мощностью 10 МВт, относящуюся к типу турбин с противодавлением, которая могла поставлять тепловую энергию городу Сталёва-Воля. В 1978—1983 годах всю вторую очередь переоборудовали в теплоэлектроцентраль, главной задачей которой была подача перегретого пара с температурой 170—180°C на расположенную в 27 км шахту Езюрко, где пар использовали для подземной плавки самородной серы. Теперь на станции работали четыре котла ОР-150, а конденсационные турбины заменили на теплофикационные — одну 7UC60 и одну 7UP40 — с электрической мощностью 60 МВт и 40 МВт. Кроме того, установили изготовленные компанией Rafako (Рацибуж) два водогрейных котла WP 70 и WP 120, которые использовали битуминозный уголь и имели тепловую мощность 81 МВт и 140 МВт соответственно.
В 2001 году шахту Езюрко закрыли, так как добыча самородной серы не могла конкурировать с её производством как побочного продукта при очистке нефти и газа. В результате на ТЭС Сталёва-Воля прекратили использование котлов WP 70 и WP 120.
В 2004 году вывели из эксплуатации турбину 7UP40 и заменили её на теплообменник.
В 2013 году один из котлов ОР-150 под номером К-10 перевели на использование биомассы, которой требуется свыше 200 тысяч тонн в год. Модернизированный до уровня ОР-120 котёл питает новый генераторный комплект с теплофикационной турбиной мощностью 30 МВт, установленной вместо старой турбины № 6 мощностью 10 МВт.
После указанных модификаций тепловая мощность ТЭЦ составила 335 МВт (с учётом 56 МВт резервной мощности, которую могла поставлять третья очередь станции).
В 2020 году функцию теплоснабжения переберёт на себя современный парогазовый блок, который будет выдавать 240 МВт тепловой мощности, и резервная водогрейная станция мощностью 132 МВт.

## Сталёва-Воля III
В 1965 и 1966 годах ввели в эксплуатацию третью очередь с двумя угольными энергоблоками № 7 и № 8 мощностью по 125 МВт. Котлы OP-380К поставили с Сосновецкого котельного завода (в конце 1970-х вошедшего в концерн Rafako), а турбины TK-120 изготовила по лицензии британской Vickers компания Zamech из Эльблонга. Генераторы TGH-120 поставило другое польское предприятие Dolmel из Вроцлава.
Удаление продуктов сгорания из котлов обеспечили с помощью дымовой трубы высотой 120 метров. В 1988 году на площадке ТЭС построили дымовую трубу высотой 150 метров, к которой подключили котлы разных очередей, однако с 1996 года она не использовалась, а в 2004 году была снесена.
Для выдачи продукции третьей очереди использовали ЛЭП, рассчитанную на напряжение 220 кВ.
Помимо производства электроэнергии третья очередь могла подавать 56 МВт тепловой энергии в случае пиковых нагрузок в теплосистеме.
Оба блока Сталёвой-Воли III планируется закрыть в 2020 году после запуска современного парогазового энергоблока.

## Парогазовый блок
В 2012 году на площадке станции началось строительство современного энергоэффективного парогазового блока мощностью 450 МВт. Установленная здесь газовая турбина General Electric Frame 9F 5 питает через котёл-утилизатор паровую турбину производства Doosan Škoda мощностью 160 МВт. Топливная эффективность блока при производстве электроэнергии составляет 59,7%.
Газовую турбину доставили в район строительства в 2014 году по Висле, после чего перевезли на специальных транспортерах до расположенной в 27 км от пристани строительной площадки.
Для охлаждения нового объекта создали систему забора воды из Сана. В русле реки обустроили небольшую плотину, создающую подпор и помогающую через канал длиной 0,2 км питать энергоблок. Отработанная вода возвращается в Сан по каналу длиной 0,8 км.
Новый объект рассчитан на использование природного газа в объёме до 0,55 млрд м³ в год (мимо Сталёвой-Воли проходит газотранспортный коридор Ярослав – Варшава – Гданьск). Также существует проект его перевода на искусственное топливо, полученное путём газификации угля.
Первая синхронизация парогазового блока с электросетью произошла в марте 2020 года.
Помимо производства электроэнергии парогазовый блок будет поставлять 240 МВт тепловой энергии. В случае пикового спроса к теплоснабжению подключается новая резервная котельная, имеющая четыре водогрейных котла — три тепловой мощностью по 36 МВт и один мощностью 12 МВт, а также один паровой котёл мощностью 12 МВт.